# .yu
.yu var et nationalt topdomæne der var reserveret til Jugoslavien.
I 2007 fik Serbien og Montenegro deres separate domæner, hhv. .rs og .me, og efter en overgangsfase udløb .yu-domænet den 30. marts 2010.
| Nationale topdomæner | Spire Denne artikel om nationale topdomæner er en spire som bør udbygges. Du er velkommen til at hjælpe Wikipedia ved at udvide den. |